# بو علي ياسين
ياسين أحمد حسن (1942 - 2000) المعروف بـ بو علي ياسين هو باحث ومؤلف وأديب سوري، اهتم بالأدب الساخر، ولد في قرية عين الزهور في شمال اللاذقية، ثم غادر إلى ألمانيا للدراسة، وبعد إكمال دراسته عاد الى دمشق، عمل في دمشق لفترة وجيزة بعدها عاد الى اللاذقية ليعمل موظفًا في مديرية التخطيط.

## حياته
وُلِدَ ياسين عام 1942، في قرية عين الجرب (قرية عين الزهور) التي تبعد 22 كم عن مدينة اللاذقية السورية باتّجاه الشمال، ثم غادر القرية متوجهاً إلى حلب ليدرس في مدرسة الراهبات الخاصة، ثم انتقل مع والده الذي كان يعمل بالسلك العسكري آنذاك، إلى حماة، ثم غادرها الى دمشق حيث درس في مدارسها، ونال شهادة الثانوية فيها، وسجّل على منحة لمصر، لكن الانفصال بين سوريا ومصر ألغى المنحة التي تحوّلت إلى ألمانيا الغربية، وهناك درس العلوم المصرفية في جامعة ماينتس عام 1962، ثم عاد إلى سوريا ليعمل موظفاً في مديرية التخطيط، ألّف كثيراً من الكتب في الاقتصاد والسياسة، وله ترجمات في الاقتصاد، وكتب فكرية، بلغ مجموعها ثلاثين كتاباً.

## مؤلفاته
1. أزمة المرأة في المجتمع الذكوري العربي.[6]
2. ازمة الزواج في سورية.[7]
3. اصل الفروق بين الجنسين (ترجمة).[8]
4. الأحزاب والحركات القومية العربية، تأليف مشترك (مجلدين).[9]
5. الاديولوجيا والأدب في سوريا: 1967-1973.
6. السلطة العمالية على وسائل الإنتاج في التطبيق السوري والنظرية الاشتراكية.
7. الطوطم والتابو: بعض المطابقات في نفسية المتوحشين والعصابين.
8. العرب في مرآة التاريخ.
9. القطن وظاهرة الإنتاج الأحادي في الإقتصاد السوري.
10. اوراق من الرزنامة.
11. بيان الحد بين الهزل و الجد: دراسة في ادب النكتة.
12. حقوق المرأة في الكتابة العربية منذ عصر النهضة.
13. حكاية الأرض والفلاح السوري: 1858-1979.
14. خير الزاد من حكايات شهرزاد: دراسة في مجتمع الف ليلة وليلة.
15. سعد الله ونوس: الإنسان المثقف المبدع.
16. شمسات شباطية: ديوان المفارقات العربية الحديثة.
17. على دروب الثقافة الديمقراطية.
18. عين الظهور: سيرة داحكة.
19. قراءة في وثائق الوكالة اليهودية في فلسطين: 1930-1940.
20. مستقبل الحياة في الغرب.
21. معارك ثقافية في سوريا: 1975-1977.
22. نحن والغير في العلاقات الاقتصادية والسياسية.
23. نمط الانتاج الآسيوي: في فكر ماركس وانغلز.
24. ينابيع الثقافة ودورها في الصراع الطبقي.
25. الثالوث المحرم: دراسة في الدين والجنس والصراع الطبقي.